# NGC 3885
NGC 3885 este o emission-line galaxy⁠(d) situată în constelația Hidra. A fost descoperită în 10 martie 1790 de către William Herschel. Se află la o distanță de 22,8 de megaparseci de Pământ.